# Teodor z Tabenissi
Teodor z Tabenissi (ur. około 306 w Latopolis, zm. 27 kwietnia 368) – 
święty Kościoła katolickiego, opat.
O Teodorze z Tabenissi pisał anonimowy autor żywota świętego Pachomiusza.  Urodził się w Latopolis i już będąc nastolatkiem oddawał się ascezie i mając czternaście lat przystąpił do wspólnoty mnichów w miejscowym klasztorze. Kiedy dotarła do niego sława interpretacji Biblii przez Pachomiusza udał się do Tabenessi. Wkrótce został jego zaufanym przyjacielem i kiedy Pachomiusz w 336 roku powędrował do Phbow wyznaczony został przez niego na stanowisko opata.  Wkrótce został powołany do pomocy przy organizacji działania całej wspólnoty. Pachomiusz wyznaczył mu pokutę pozbawiając wszystkich funkcji. Po śmierci twórcy reguły zakonnej następcą został nie jego powiernik Teodor, a wskazany przez niego Petroniusz, a po nim Horsiesi. Dopiero ten ostatni najpierw powołał go na stanowisko koadiutora, a później przekazał swoje obowiązki Teodorowi.
Wspomnienie liturgiczne wyznaczone zgodnie ze „złotą regułą” (règle d'or) w dzienną rocznicę śmierci.